# Georges Tréville
Georges Tréville (28 de julio de 1864- 30 de mayo de 1944) fue un actor y director teatral y cinematográfico de nacionalidad francesa, activo principalmente en la época del cine mudo.

## Biografía
Su verdadero nombre era Georges Troly, y nació en París, Francia. Georges Tréville fue esencialmente un actor y director teatral y de cine mudo, iniciando su carrera en Burdeos. Perfecto bilingüe, pasó parte de su trayectoria en el Reino Unido. 
Interpretó al elegante ladrón Arsenio Lupin en varios cortometrajes. En el Reino Unido fue Sherlock Holmes en varios cortos rodados para la compañía Éclair Films, dirigiendo dos filmes en inglés para Ideal Film Compagny. 
El 2 de agosto de 1902 se casó con la actriz Franciska von Schweitzer, conocida como Fanny Delisle (1881-1969). Su hijo, Roger Tréville (1902-2005), también dedicó su vida al teatro y al cine.
Georges Tréville falleció en 1944 en Wy-dit-Joli-Village, Francia. 

## Selección de su filmografía

### Director
- Maried Life (1921)
- All Sorts and Conditions of Men (1921)
- Einbrecher (1930), codirigida con Hanns Schwarz

### Actor
- 1909 : Arsène Lupin
- 1911 : Boubouroche
- 1912 : La Cassette de l'émigrée
- 1912 : Le Ruban moucheté
- 1913 : Roger la Honte, de Adrien Caillard
- 1916 : L'Enfant prodigue
- 1917 : Le Ravin sans fond
- 1917 : La Proie
- 1917 : Le Secret de la comtesse
- 1919 : L'Homme bleu
- 1919 : La Rançon de l'honneur
- 1921 : Le Dieu du hasard
- 1923 : I Will Repay
- 1924 : Madame Sans-Gêne, de Léonce Perret
- 1925 : Célimène, la poupée de Montmartre
- 1926 : Le Berceau de Dieu, de Fred LeRoy Granville
- 1926 : L'Épervier
- 1928 : Moulin Rouge, de Ewald André Dupont
- 1930 : L'Enfant de l'amour, de Marcel L'Herbier
- 1930 : La Femme d'une nuit, de Marcel L'Herbier
- 1930 : Le Mystère de la chambre jaune, de Marcel L'Herbier
- 1930 : Nos maîtres les domestiques
- 1930 : La Folle aventure
- 1931 : La Ronde des heures, de Alexandre Ryder
- 1932 : Un homme heureux
- 1932 : Paris-Méditerranée
- 1932 : L'Affaire Blaireau
- 1932 : Le Champion du régiment
- 1932 : Embrassez-moi, de Léon Mathot
- 1933 : Bach millionnaire
- 1933 : L'Enfant de ma sœur
- 1933 : Une femme au volant
- 1933 : Pour être aimé, de Jacques Tourneur
- 1933 : Ève cherche un père
- 1935 : Trois cents à l'heure, de Willy Rozier
- 1935 : L'École des cocottes, de Pierre Colombier
- 1936 : Bach détective
- 1936 : Tout va très bien madame la marquise, de Henry Wulschleger
- 1937 : La Caserne en folie
- 1938 : Le Cantinier de la coloniale, de Henry Wulschleger
- 1940 : Bach en correctionnelle

## Premios
- Officier d'Académie de la Orden de las Palmas Académicas (28 de marzo de 1901)
- Officier de l'Instruction publique de la Orden de las Palmas Académicas en 1907
- Caballero de la Legión de Honor (29 de enero de 1937)